# Euskadiko Ezkerra
Euskadiko Ezkerra (EE) var en baskisk socialistisk organisation. Partiet motsatte sig bland annat Spaniens Nato-medlemskap i folkomröstningen 1986. 1991 slogs en stor del av partiet ihop med Spanska socialistiska arbetarpartiet falang i Baskien. De kvarvarande medlemmarna startade istället Euskal Ezkerra ("Baskisk vänster").